# Koskullskulle järnvägsstation
Koskullskulle järnvägsstation är en järnvägsstation byggd på Statsbanan Gällivare–Koskullskulle, en sidolinje till Malmbanan, i Koskullskulle i Gällivare kommun. Stationen hade passagerartrafik mellan 1898 och 1960-talet och fortfarande en driftplats för godstrafik. Stationshuset flyttades 1987 till Karlsvik.
Vid riksdagen 1898 avsattes 425 000 kronor för järnvägsbygget mellan Gällivare och Koskullskulle. När koppargruvan i Nautanen kom igång i början av 1900-talet fraktades malmen med linbana till Koskullskulle och transporterades därifrån via Malmbanan. Persontrafiken kom igång sedan samhällena Dennewitz och Vitåfors fick järnvägsförbindelse. 1960 lades Malmbergsbanan ned efter att malmtransporterna koncentrerats till Vitåfors. Därmed avvecklades också persontrafiken till Koskullskulle.  Järnvägen Gällivare–Koskullskulle-Vitåfors används fortfarande för utlastning av malm från gruvorna i Malmberget. Sträckan Gällivare–Koskullskulle ägs av Trafikverket och sträckan Koskullskulle–Vitåfors ägs av LKAB. 
Stationshuset öppnade 1898 och den huvudsakliga tågtrafiken gick mellan Koskullskulle och Vitåfors. När banan till Vitåfors stängdes på 1950-talet förlorade järnvägsstationen sitt syfte, men inte förrän 1985 stängdes stationen. SJ avsåg att riva stationshuset, men föreningen Malmbanans Vänner lyckades få SJ att flytta stationen till Norrbottens järnvägsmuseum i Karlsvik, där det byggdes upp och togs i bruk 1987.
Stationshuset var uppfört i timmer i nordisk nationalromantisk stil.